# Mike Coughlan
Mike Coughlan, född 17 februari 1959, är en brittisk chefsdesigner i McLaren. Han har tidigare jobbat för Ferrari och Arrows.